# Saint-Fargeau-Ponthierry
Saint-Fargeau-Ponthierry is een gemeente in het Franse departement Seine-et-Marne (regio Île-de-France) en telt 11.224 inwoners (1999). De plaats maakt deel uit van het arrondissement Melun.

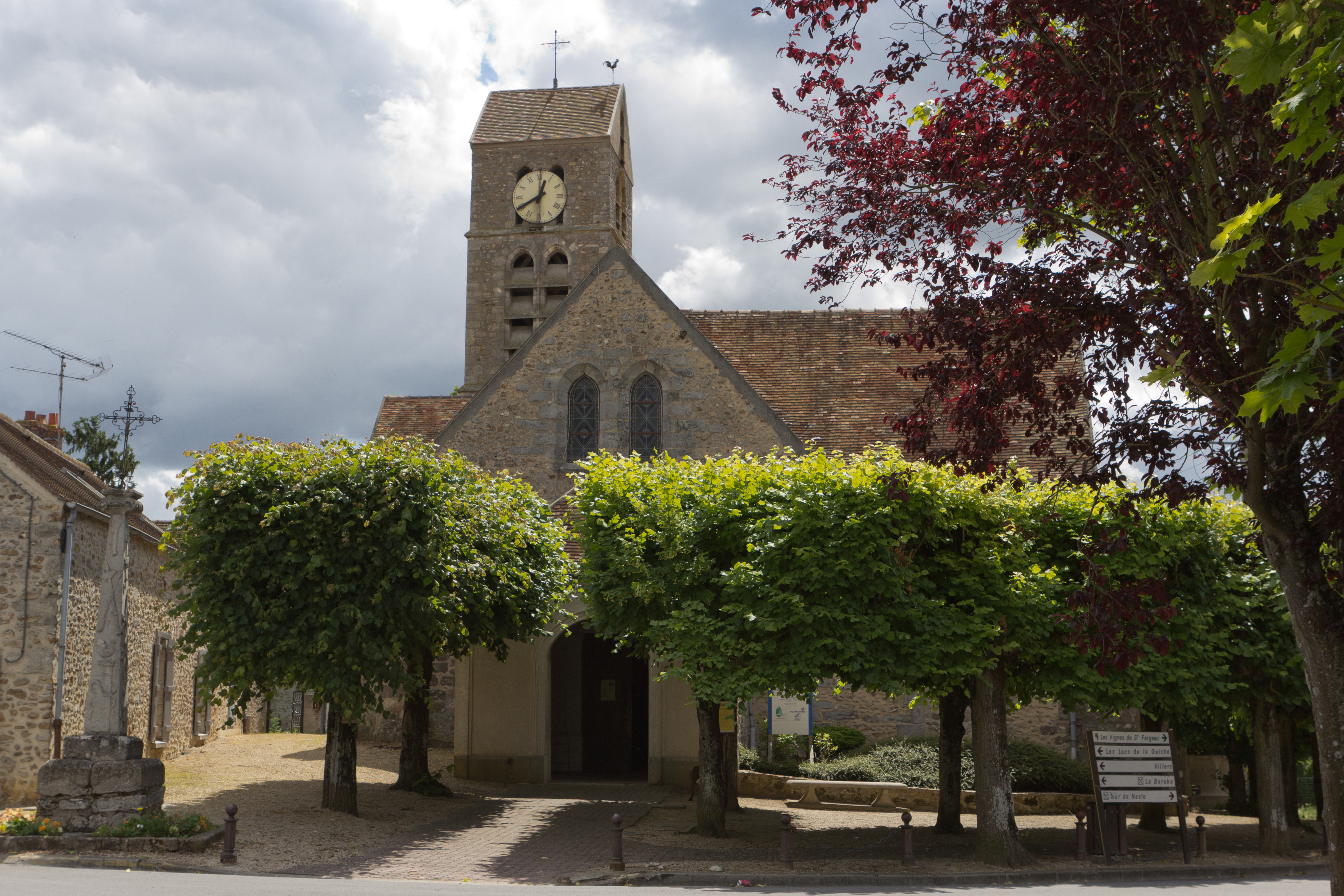
kerk van Saint-Fargeau-Ponthierry
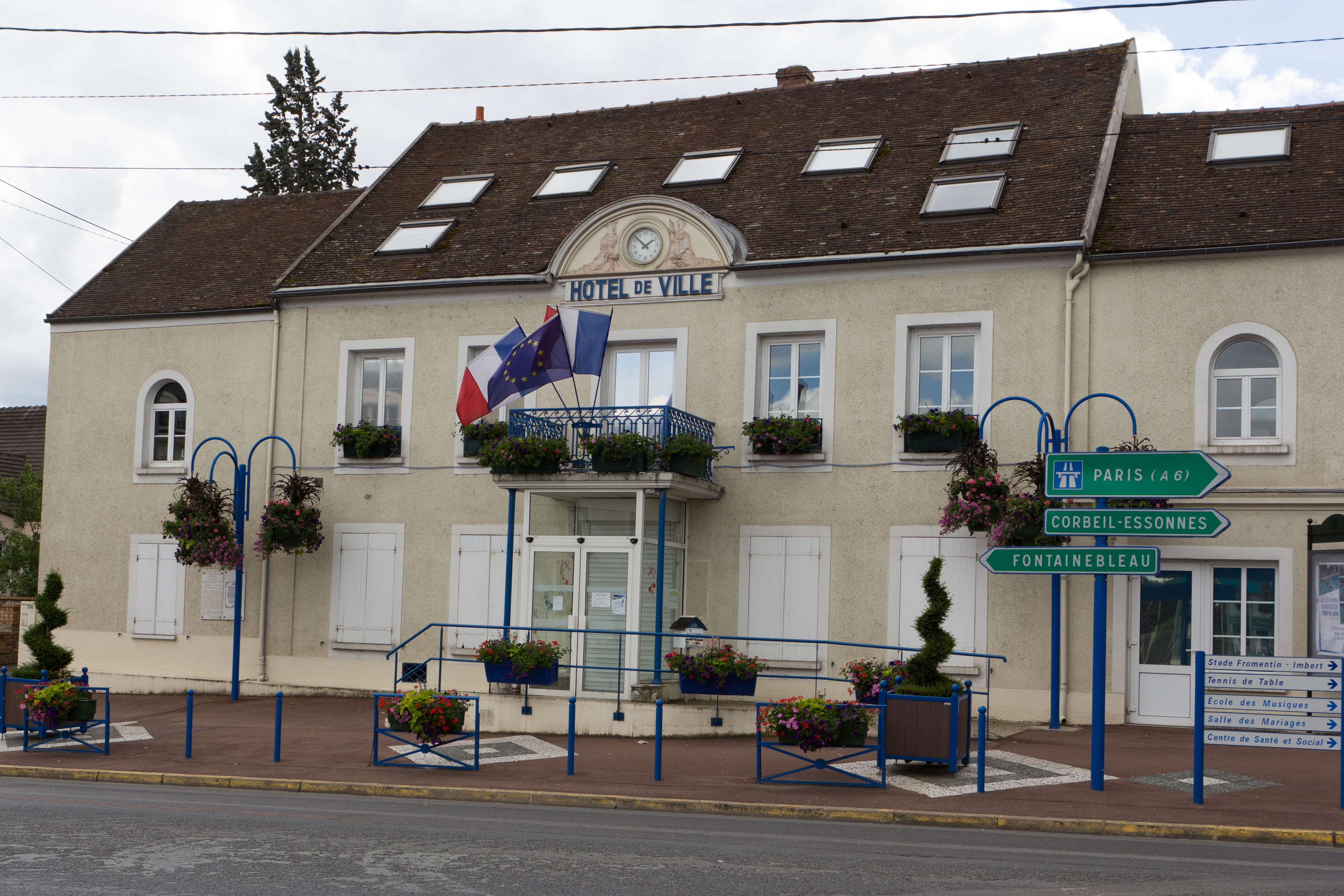
Gemeentehuis
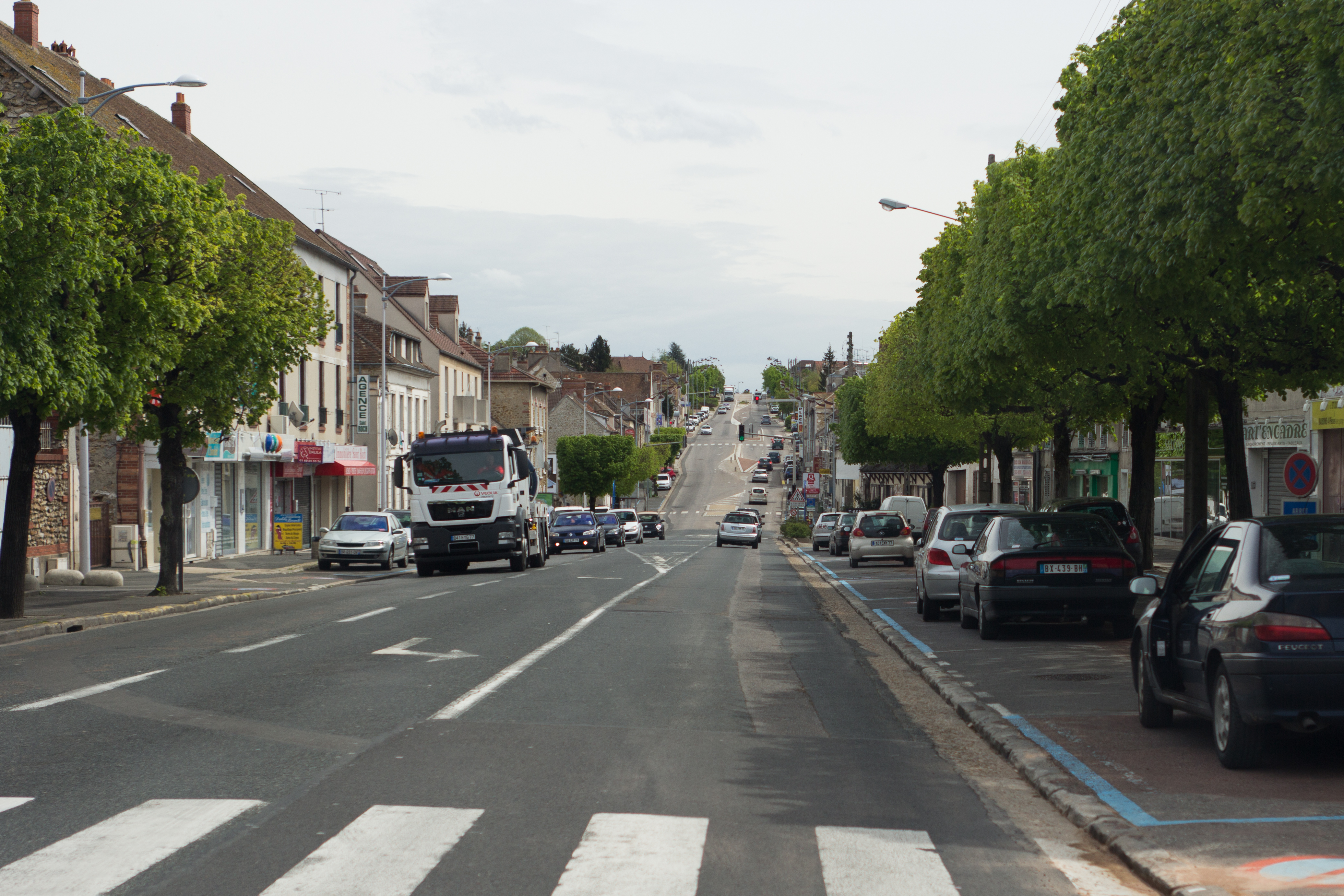
Hoofdstraat
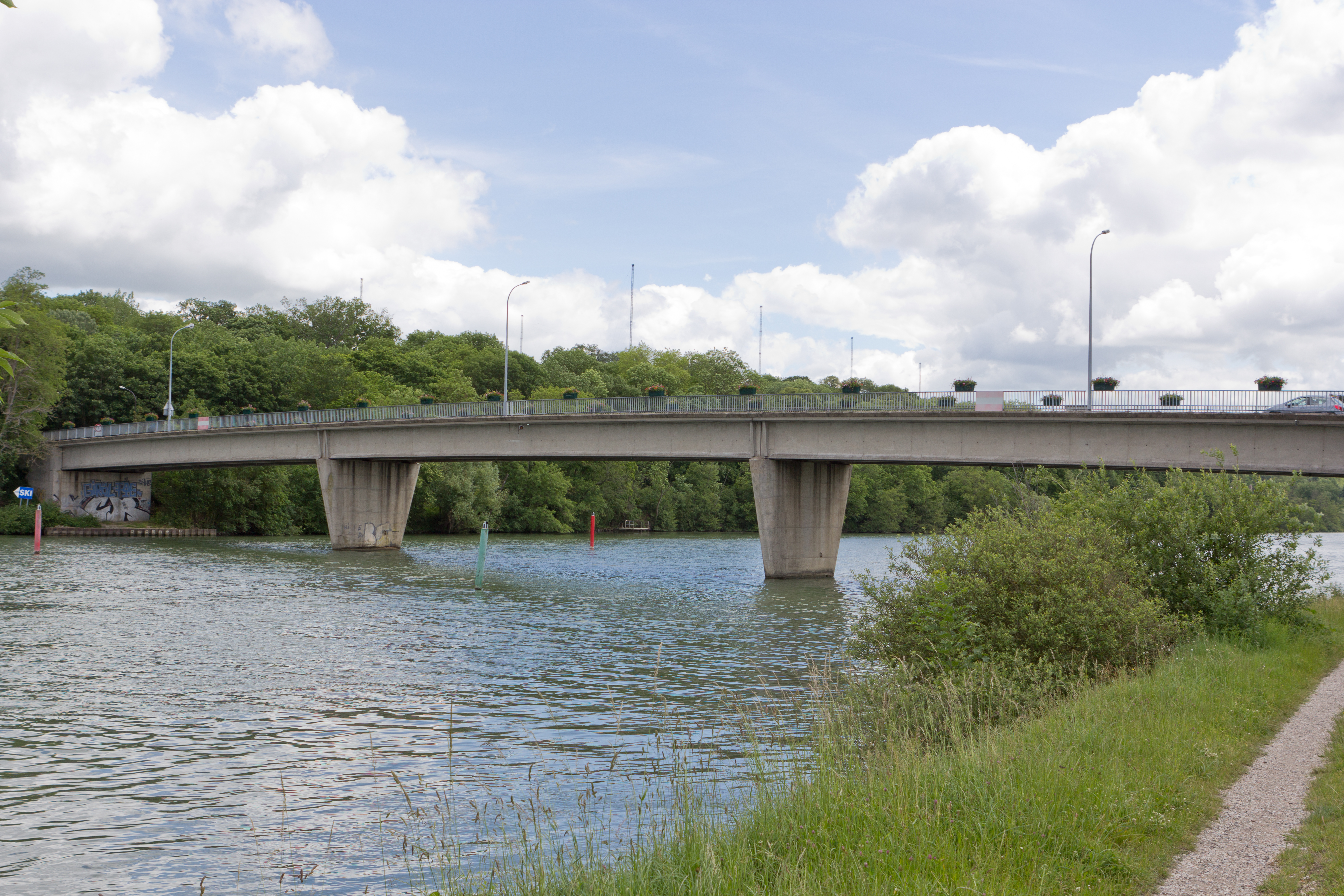
Brug van Saint-Fargeau-Ponthierry
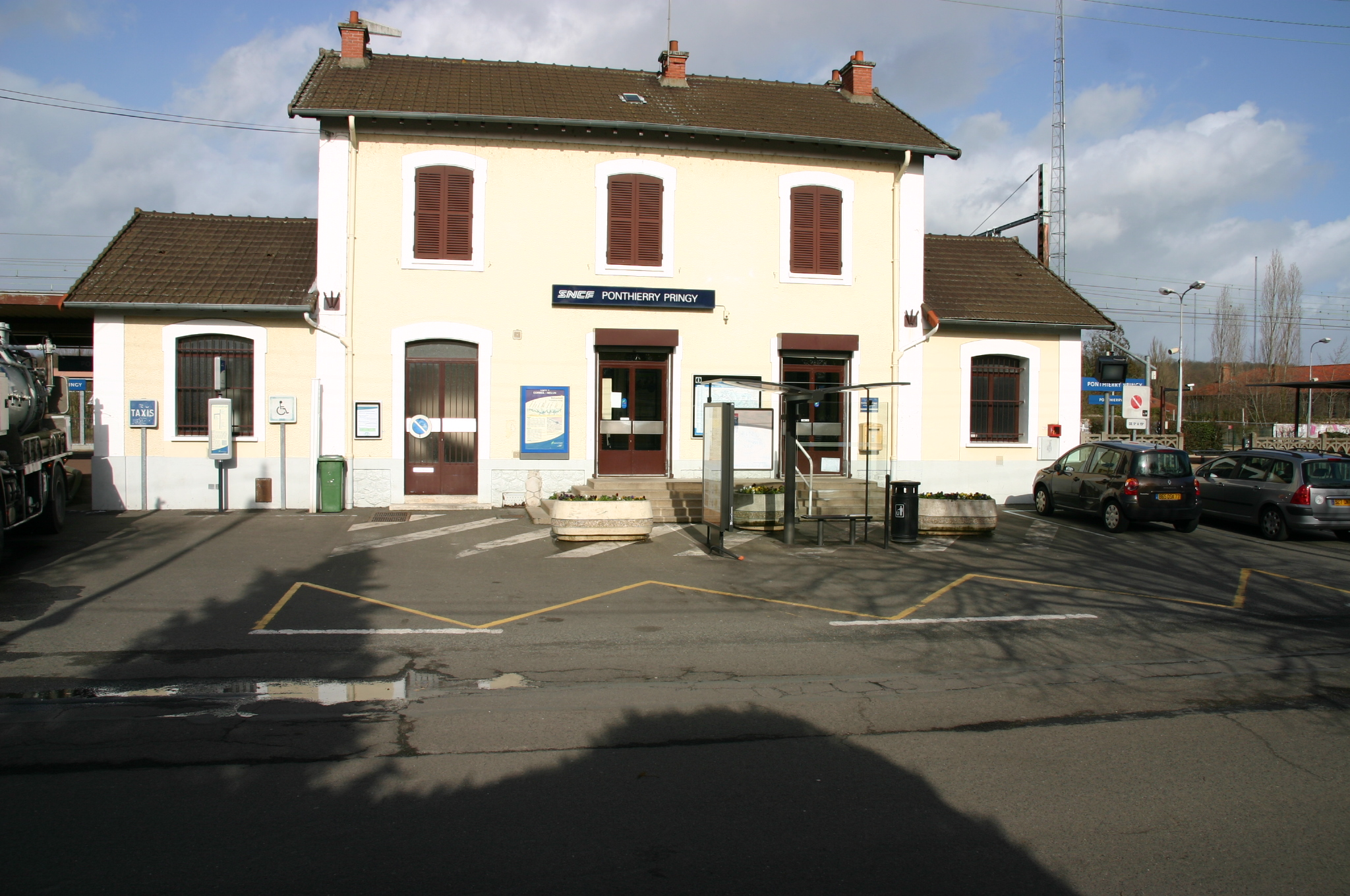
Station

## Geografie
De oppervlakte van Saint-Fargeau-Ponthierry bedraagt 16,6 km², de bevolkingsdichtheid is 676,1 inwoners per km².
De onderstaande kaart toont de ligging van Saint-Fargeau-Ponthierry met de belangrijkste infrastructuur en aangrenzende gemeenten.

## Demografie
Onderstaande figuur toont het verloop van het inwonertal (bron: INSEE-tellingen).